# 福山智可子
福山 智可子（ふくやま ちかこ）は、ロサンゼルスを中心に活動する女優。

## 人物
- 愛知県名古屋市出身。血液型AB型。
- 幼い頃から演技に興味を持ち、名古屋の劇団に所属して演技を学ぶ。高校時代にはNHKの「中学生日記」に出演。高校卒業後はハワイへ渡り、現地の大学で経済学を専攻。およそ10年間、ハワイでの生活を送る[1]。
- 「TERRACE HOUSE ALOHA STATE」（テラスハウス アロハ ステート）への出演をきっかけに、広く知られるようになる[2]。
- TC Candlerが行った2018年度ランキングの「世界で最も美しい顔100人」にノミネートされる[3]。
- ロサンゼルスに拠点を移してから美容系の仕事と共に、本格的に女優としてのキャリアを歩み始め、2022年にNetflixオリジナルシリーズ『47RONIN -ザ・ブレイド-』でAya役を演じ、メジャーデビューを果たす[4][5]。
- ブランドン・シプコウスキー脚本・監督による短編映画「29 Palms」では、インテリアデザイナー・Yuuki役を好演し、横浜国際映画祭で上映され、日本でも注目を集める。
- 2024年には、クリント・イーストウッドが製作・監督を務めた法廷スリラー映画『陪審員2番』で医学生・Keiko役を演じ、ニコラス・ホルトと共演し大きな話題を呼んだ[6][7]。

## 主な芸歴

### テレビドラマ
- 中学生日記（2004年）

### TVシリーズ（海外）
- Haunted Trail （2021年）- Sarah役
- RZR　（2024年）- Ayuna役

### ミュージックビデオ
- Ashya: No Problems (ft. Anastazi) （2019年）

### 映画
- せっちゃんの春休み（2001年）
- 祇園祭（2019年）
- Reiwa, Barry Bonds （2020年）
- My Eyes on You （2020年）
- Messenger（2021年）
- Trunk （2021年）
- 47RONIN -ザ・ブレイド（2022年）
- Bond: Kizuna （2024年）
- 29 Palms （2024年）
- 陪審員2番 （2024年）